# Sarpang
Sarpang (bhutanisch གསར་སྤངས། Wylie gsar spangs) ist eine Stadt in Bhutan, sie ist die Hauptstadt des gleichnamigen Distrikts Sarpang. Im Jahre 2012 sollen dort 10.416 Einwohner gelebt haben.